# Росарио, Пабло
Пабло Паулино Росарио (нидерл. Pablo Paulino Rosario; род. 7 января 1997, Амстердам, Нидерланды, Нидерланды) — нидерландский и доминиканский футболист, играющий на позиции полузащитника. Ныне выступает за французский клуб «Ницца».

## Клубная карьера
Росарио начал заниматься футболом в клубе ДВС. В 2012 году стал героем документального фильма «The Price of Heaven», посвящённому его игре со старшей командой. Получив в прессе прозвище «новый Роналдо», стал объектом внимания ведущих нидерландских клубов — «Аякса», ПСВ и «Фейеноорда». Выбрал академию из родного города, где стал выступать с командой на три года старше.
В 2014 году был отдан в нидерландский клуб «Алмере-Сити», который имел партнёрские соглашения с «Аяксом». 7 августа 2015 дебютировал за новый клуб в поединке Эрстедивизи против «ВВВ-Венло». Всего в дебютном сезоне провёл 34 встречи, забил 3 мяча. Дебютный пришёлся на 19 октября на поединок против второй команды «Аякса».
25 июля 2016 года Росарио подписал четырёхлетний контракт с ПСВ. Сезон 2016/2017 провёл во второй команде, также выступая в Эрстедивизи. Дебютировал 8 августа 2016 года в поединке против «Ден Босха». В том сезоне Росарио выходил на поле в 31 матче, где смог забить 7 мячей. С сезона 2017/2018 — игрок основной команды ПСВ. 27 августа 2017 года дебютировал в Эредивизи в поединке против «Роды», выйдя на замену на 85-й минуте вместо Ирвинга Лосано.

## Карьера в сборной
Являлся игроком юношеских и молодёжных сборных Нидерландов. Принимал участие в чемпионате Европы 2016 года среди юношей до 19 лет, провёл на турнире все четыре встречи. 1 сентября 2017 года дебютировал в молодёжной сборной Нидерландов в поединке против сверстников из Англии.
9 октября 2018 года главный тренер сборной Нидерландов Роналд Куман впервые вызвал Росарио для участия в матче Лиги наций УЕФА против Германии и товарищеском матче против Бельгии. Дебютировал за первую команду 16 октября в матче против сборной Бельгии, выйдя на замену Маттейсу де Лигту на 46-й минуте.
В 2025 году Росарио сменил Нидерланды на Доминиканскую Республику.

## Статистика выступлений

### Международная
| Сборная          | Сезон            | Товарищеские | Товарищеские | Официальные | Официальные | Итого | Итого |
| Сборная          | Сезон            | Игры         | Голы         | Игры        | Голы        | Игры  | Голы  |
| ---------------- | ---------------- | ------------ | ------------ | ----------- | ----------- | ----- | ----- |
| Нидерланды       |                  |              |              |             |             |       |       |
| 2018             | 1                | 0            | 0            | 0           | 1           | 0     |       |
| Всего за карьеру | Всего за карьеру | 1            | 0            | 0           | 0           | 1     | 0     |

### Матчи за сборную
| № | Дата            | Оппонент | Счёт | Голы | Карточки | Минуты | Соревнование      |
| - | --------------- | -------- | ---- | ---- | -------- | ------ | ----------------- |
| 1 | 16 октября 2018 | Бельгия  | 4:1  | —    | —        | 45'    | Товарищеский матч |

Итого: 1 матч / 0 голов; 0 побед, 1 ничья, 0 поражений.

## Достижения
ПСВ
- Чемпион Нидерландов: 2017/18